# Chronologie des dynasties chinoises
Cet article propose une chronologie des dynasties majeures dans l'histoire de la Chine (en chinois simplifié : 中国朝代).

## Généralité et avertissements

Superficie approximative des territoires occupés par les différentes dynasties et États tout au long de l'Histoire de la Chine

L'histoire de la Chine est rarement aussi nette que ne le laisse entendre son étude systématique par dynastie : il est en effet rare qu'une dynastie s'éteigne calmement et laisse la place rapidement et en douceur à la dynastie suivante.  Une nouvelle dynastie est souvent établie avant la chute finale du pouvoir précédent et elle continue souvent un temps encore après sa chute, sous la forme de prétendants isolés sur les marges, espérant encore faire renaître la dynastie de leurs grands ancêtres récemment déposés.
De plus, la Chine a eu de longues périodes de divisions, différentes régions étant alors gouvernées par des groupes différents, et habitées par des populations et des cultures différentes. Lors de ces périodes de divisions, il n'y avait aucune dynastie régnant sur l'ensemble de la Chine, mais plutôt un ensemble de royaumes ayant chacun sa dynastie, aux dates de début et de fin propres. Pour les périodes mythiques, les dates sont claires. Cela devient plus complexe pour les périodes plus documentées, faisant apparaître la complexité de chaque période de transition et faisant donc naître des interprétations différentes chez les experts. C'est le cas pour et à partir des Zhou occidentaux. Pour comprendre à quel point le passage d'une dynastie à l'autre peut être confus, prenons l'exemple de la transition entre les Ming et les Qing :
Par convention, la date de 1644 marque la prise de Pékin par les armées mandchoues de la (future) dynastie Qing, qui permit alors le règne des Mandchous sur l'ensemble de la Chine impériale, succédant ainsi à la dynastie Ming qu'ils détruisaient. Pourtant, la dynastie des Qing fut établie en 1636 (ou même en 1616, sous un autre nom définissant le même groupe), tandis que le dernier empereur Ming ne fut pas déposé avant 1662 (voire 1683). 
Le passage d'une dynastie à une autre est donc une affaire longue et complexe, avec des avancées et des reculs, il fallut ainsi près de 20 ans au pouvoir dominant des Qing pour se faire reconnaître, s'imposer, et devenir incontesté sur l'ensemble du territoire chinois. Aussi, il est factuellement incorrect de considérer que le transfert de légitimité de la dynastie Ming à la dynastie Qing s'effectua en 1644.
Pour plus de détails sur les dynasties listées ci-dessous et leurs empereurs, cliquer sur le lien adéquat dans le tableau ci-dessous. Cliquer sur H pour obtenir l'article historique de la dynastie, et sur E pour la liste de ses empereurs (ou gouverneurs).

## Chronologie des dynasties
| Dynasties | Dynasties      | Dynasties                   | Liens                   | Années                        | Années      |
| --- | -------------- | --------------------------- | ----------------------- | ----------------------------- | ----------- |
| Dynasties mythiques ou semi-mythiques (existence non prouvée scientifiquement)                                                   |                |                             |                         |                               |             |
| Période des Trois Augustes et des Cinq Empereurs                                                                                 | 三皇五帝       | sān huáng wǔ dì             | (H - E)                 | avant 2070 av.J.-C.           | 628+        |
| Dynastie Xia | 夏             | xià                         | (H - E)                 | 2100 - 1600                   | 500         |
| Dynasties Pré-Impériales |                |                             |                         |                               |             |
| Dynastie Shang | 商             | shāng                       | (H - E)                 | 1600 - 1046                   | 554         |
| Dynastie des Zhou occidentaux | 西周           | xī zhōu                     | (H - E)                 | 1046 - 771                    | 275         |
| Dynastie des Zhou orientaux Traditionnellement divisée en Période des Printemps et des Automnes Période des Royaumes combattants | 東周 春秋 戰國 | dōng zhōu chūn qiū zhàn guó | (H - E) (H - E) (H - E) | 770 - 256 722 - 476 475 - 221 | 514 246 254 |
| Dynasties impériales |                |                             |                         |                               |             |
| Dynastie Qin | 秦             | qín                         | (H - E)                 | 221 - 206                     | 15          |
| Dynastie des Han occidentaux | 西漢           | xī hàn                      | (H - E)                 | 206 av. J.-C. - 9 ap. J.-C.   | 215         |
| Dynastie Xin | 新             | xīn                         | (H - E)                 | 9 - 23                        | 15          |
| Dynastie des Han orientaux | 東漢           | dōng hàn                    | (H - E)                 | 23 - 220                      | 195         |
| Trois Royaumes de Chine (san guo)                                                                                                | 三國           | sān guó                     | (H - Wei - Wu - Shu)    | 220 - 280                     | 45          |
| Dynastie des Jin occidentaux | 西晉           | xī jìn                      | (H - E)                 | 265 - 317                     | 52          |
| Dynastie des Jin orientaux | 東晉           | dōng jìn                    | (H - E)                 | 317 - 420                     | 103         |
| Dynasties du Nord et du Sud | 南北朝         | nán běi cháo                | (H - E)                 | 420 - 581                     | 161         |
| Dynastie Sui | 隋             | suí                         | (H - E)                 | 581 - 618                     | 37          |
| Dynastie Tang | 唐             | táng                        | (H - E)                 | 618 - 907                     | 289         |
| Période des Cinq Dynasties et des Dix Royaumes                                                                                   | 五代十國       | wǔ dài shí guó              | (H - E)                 | 907 - 960                     | 53          |
| Dynastie Liao | 遼             | liáo                        | (H - E)                 | 916 - 1125                    | 209         |
| Dynastie des Song du Nord | 北宋           | běi sòng                    | (H - E)                 | 960 - 1127                    | 167         |
| Dynastie des Song du Sud | 南宋           | nán sòng                    | (H - E)                 | 1127 - 1279                   | 152         |
| Dynastie Jin | 金             | jīn                         | (H - E)                 | 1115 - 1234                   | 119         |
| Dynastie Yuan | 元             | yuán                        | (H - E)                 | 1271 - 1368                   | 97          |
| Dynastie Ming | 明             | míng                        | (H - E)                 | 1368 - 1644                   | 276         |
| Dynastie Qing | 清             | qīng                        | (H - E)                 | 1644 - 1912                   | 267         |